# Kroppkärrskyrkan
Kroppkärrskyrkan är en kyrkobyggnad i Karlstad kommun i Norrstrands församling, Karlstads stift.

## Kyrkobyggnaden
Kyrkan vilken invigdes 1973, är byggd i trä och har en rektangulär planform och är orienterad i nord-sydlig riktning. Den har ett brant tak, klätt med eternitfjäll. Ett litet latinskt kors på kyrkans södra gavelspets markerar korväggen. Taknocken har horisontella ljusintag under täckning av plastkupoler. Vid takfoten utmed långsidorna sitter smala fönsterband. Kyrkobyggnaden är sammanbyggd med ett stort församlingshus, vilket har ett platt papptak. Kyrkans och församlingsdelens fasader är klädda med en gråmålad lockpanel. Fönster och dörrar har en grönturkos kulör. Den ritades av Inger Berggrén.

## Interiör
Kyrkans altare är vänt mot söder och är utfört i grålaserad fura och utformat i modern stil. Den färgglada altartavlan i form av en tredelad gobeläng är vävd av konstnären Ethel Halvarsson. Knäfallsbänkarna och dopfunten med tillhörande dopljusstake i fura är tillverkad av Molinders träfabrik i Karlstad. Den ursprungliga predikstolen har ersatts med en ambo från Norrstrandskyrkan.

### Kyrkans orgel
Kyrkans orgel införskaffades 1974 och är tillverkad av Walter Thür Orgelbyggen. Orgeln är placerad i kyrkorummets nordvästra hörn och utförd i klarlackad fura.